# Holeanveri, Ranibennur
Holeanveri là một làng thuộc tehsil Ranibennur, huyện Haveri, bang Karnataka, Ấn Độ.